# 結城友奈は勇者である
『結城友奈は勇者である』（ゆうきゆうなはゆうしゃである）は、Studio五組制作による日本のテレビアニメ。略称は「ゆゆゆ」。第1期『結城友奈は勇者である -結城友奈の章-』は2014年10月から12月まで毎日放送ほか『アニメイズム』B2枠にて放送された。第2期『結城友奈は勇者である -鷲尾須美の章-/-勇者の章-』は2017年10月から2018年1月まで『アニメイズム』B1枠にて放送された。第3期『結城友奈は勇者である -大満開の章-』は2021年10月から12月まで『アニメイズム』B1枠にて放送された。

## 作風
本作品はタカヒロ企画・原案による「勇者であるシリーズ」の第2弾であり、同シリーズ第1弾『鷲尾須美は勇者である』の2年後の物語である。物語の舞台となる香川県讃州市（さんしゅうし）は、同県観音寺市がモデルとなっている。主要な登場人物は全員、香川県の特産であるうどんを好物としている。世界観は古事記を基にした日本神話や神道を強く取り入れたもので、作中での祝詞の使用や和風デザインの勇者装束に表れている。
監督は岸誠二、シリーズ構成は上江洲誠、キャラクターデザインは酒井孝裕、アニメーション制作はStudio五組がそれぞれ担当。企画当初、岸らは物語の舞台を探して香川県へのロケハンを行い、うどん屋も巡った。本編に登場するうどんのおいしそうな描写にその影響が出ている。
企画はポニーキャニオンからオリジナルアニメのアイディアを求められたタカヒロが、かねてから構想中だった本作品を提示したのが始まりである。タカヒロ以外の制作陣は、ポニーキャニオンが紹介する形で集まった。
作品のテーマは「勇気」や「勇者であること」、「勇ましさ」である。主人公の名前もこれに由来する。作品のジャンルは「変身ヒロインモノ」「新・日常系」であるとしており、序盤では明るい少女たちが楽しく戦いながら四国を守る日常が描かれ、いわゆる日常系作品のような作風で描かれるが、登場人物やそれを見ている視聴者を絶望に追い込んでいく状況も盛り込まれ、日常の尊さに共感するのではなく痛感するという方向性が指向されている。
制作に当たり、現実における女子中学生の生活や考え方を反映させるために徹底的に取材し、登場人物の年代の少女たちに真摯に向き合うことを心がけたという。内容的には、大人の作り上げた秩序と子供が葛藤するというテーマにも解釈できるものとなっている。監督の岸やシリーズ構成の上江洲によれば、それまで自分たちが手掛けてきた作品の支持者層を比較した際に、ハイターゲットよりも10代の視聴者の支持が高かったことが、放送後の数値にも現れていたという。
なお、「勇者であるシリーズ」という呼称は『鷲尾須美は勇者である』・『結城友奈は勇者である』・『乃木若葉は勇者である』・『楠芽吹は勇者である』の4作品およびそれらの関連作品の総称であるが、この呼称は2015年7月26日のニコニコ生放送『電撃ホビーウェブ presents 電ホビ.ch in ワンダーフェスティバル2015［夏］』にてタカヒロが公言したものであり、当初から用いられていたわけではない。テレビアニメ版・ゲーム版では「勇者であるシリーズ」の呼称は用いられず、基本的には当作品を中核として、『鷲尾須美は勇者である』・『乃木若葉は勇者である』・『楠芽吹は勇者である』が派生するような形となっている（前述の『鷲尾須美の章』の例や、当作品のゲーム版に『鷲尾須美は勇者である』・『乃木若葉は勇者である』のキャラクターが登場するなど）。

## メディア展開
2014年に展開する「タカヒロIVプロジェクト」の第4弾として発表された。主人公の結城友奈は、同プロジェクトが発表された『電撃G's magazine』2014年2月号の表紙を飾り、プロジェクト全体のキービジュアル扱いとなっていたが、この時点ではキャラクター名も作品名も未公表だった。その後、同誌2014年9月号にて正式な発表が行われた。
第1期『結城友奈は勇者である -結城友奈の章-』は2014年10月から12月までMBSほか『アニメイズム』B2枠にて放送された。MBSと、CBC、TBS、BS-TBSでは初回放送を「初回1時間スペシャル」として第1話と第2話が連続放送された。
放送終了後、『電撃G's magazine』2015年3月号におまけエピソードとして「その後の園子」が、同年6月30日発売のビジュアルファンブックに「二冊目の勇者御記」がそれぞれ掲載された。
2015年より「勇者であるシリーズ」の第3弾『乃木若葉は勇者である』が『電撃G's magazine』にて連載開始された。本作において「村田治」名義で各話脚本を担当した朱白あおいが執筆を務める。
2016年に観音寺市は「アニメコンテンツ活用地域活性化事業」として、本作品を活用してコンテンツツーリズムの推進や市のPRのための環境整備を官民協働で行うとしている。
2017年2月5日には観音寺市立観音寺中学校にて出演声優によるイベントが開催された。
第2期『結城友奈は勇者である -鷲尾須美の章-/-勇者の章-』は2017年10月から2018年1月まで『アニメイズム』B1枠にて放送された。前半6話が『鷲尾須美は勇者である』をアニメ化した『結城友奈は勇者である -鷲尾須美の章-』、後半6話が第1期の続編『結城友奈は勇者である -勇者の章-』となり、『鷲尾須美の章』と『勇者の章』の間に第1期『結城友奈の章』全12話を1話にまとめた総集編「ひだまり」が放送された。放送に先駆けて第2期の前半である『鷲尾須美の章』は、2017年3月18日に第1章「ともだち」、4月15日に第2章「たましい」、7月8日に第3章「やくそく」が先行劇場上映された。また、スピンオフのコミックス作品『結城友奈は勇者部所属』をアニメ化し、『鷲尾須美の章』と同時上映された。なお、『結城友奈は勇者部所属』は劇場で販売される限定BDにのみ収録される。興行収入は第1章から第3章までの合計で1億8000万円。
アプリゲーム『結城友奈は勇者である 花結いのきらめき』のショートアニメ 『結城友奈は勇者である ちゅるっと！』が制作されることが発表された。2021年4月10日から6月26日まで毎日放送・TBS系列の土曜未明（金曜深夜）枠『スーパーアニメイズム』枠"おしり"にて放送された。
2020年8月1日に「勇者部活動生報告 感謝祭の章」がニコニコ生放送で放送され、その中で『結城友奈は勇者である -大満開の章-』の制作が発表された。2021年10月から12月まで『アニメイズム』B1枠にて放送された。
2024年8月20年にはアニメ第1期放送10周年を記念し、アニメ第1期が『舞台『結城友奈は勇者である』』として舞台化し上演されることが発表された。

## あらすじ

### 結城友奈の章
時は神世紀300年の四国。結城友奈は讃州中学校に通う中学2年生。自らが所属する部活の「勇者部」で、大親友の東郷美森、勇者部部長の犬吠埼風、風の妹の犬吠埼樹の4人で人々の役に立つため、さまざまな活動に励む毎日を送っていた。しかしそんな平穏な日常は、端末から突如発せられたアラームとともに終わりを迎える。神樹が作る結界「樹海」に飛ばされた友奈たちは、風から自分がこの世界を統べる組織・大赦から派遣された使者であること、勇者部は大赦の指示によって集められた勇者の適性を持った集団であること、四国各地で同じように集められた勇者候補の中から、自分たちが神樹によって勇者に選ばれたこと、バーテックスと呼ばれる敵は神樹を目標にしており、バーテックスが神樹に達した時、世界が滅亡することを聞く。最初は戸惑う友奈たちだが、神樹を、そして人類を守るために、神樹の勇者として戦う決意を固め、バーテックスに立ち向かう。
途中から加わった大赦から派遣された勇者の三好夏凜とともに友奈たちはバーテックスを全滅させることに成功するが、その際に勇者の力を開放する能力「満開」を使用した友奈・美森・風・樹は自分の身体の一部の機能が失われていることに気付く。大赦は身体機能の喪失は一時的なものだと説明するが、友奈と美森の前に現れた元勇者の1人・乃木園子は、不随となっている自分の身体を示しながら、身体機能の損失は「満開」で力を解放する代償として、隠された能力「散華」で自らの身体機能を供物として神樹に捧げた結果であり、治らないものであると友奈たちに伝える。友達を守れなかった後悔の念をにじませた園子の涙を伴った告白に、友奈たちは愕然とする。これを聞いた風は、大切な存在である樹の声が二度と戻らないこと、自分が友奈たちを戦いに巻き込んだためにこうなったことを痛感し、真実を隠していた大赦への怒りに身を任せて大赦を壊滅させようとするが、友奈は再び「満開」が近い身を挺して風を制止する。過酷な状況や自分を恨まず、まっすぐな思いを明かす樹と友奈に風は号泣する。
一方、独自に園子と面会していた美森は、自分の正体がかつて園子と共に勇者として戦っていた鷲尾須美であること、転校前の2年分の記憶の喪失や両足の不自由が須美であった頃の「散華」の影響であることを確認する。さらに園子に促されて四国を囲む「壁」の外に出た美森は、四国が宇宙規模の結界に守られており、それ以外は無数のバーテックスにより滅ぼされたプロミネンス状の炎が渦巻く世界であること、そして倒したはずのバーテックスが復活しつつあることを目の当たりにし、愕然とする。美森は自分たち勇者を苦しめるこの世界を終わらせるために神樹を倒すという手段を選び、「壁」の一部を破壊してバーテックスを手引きしてしまう。
世界の真実を知ってもなお風と樹が世界を守るために戦いに赴く一方、友奈は精神的ショックのために変身できなくなる。そんな友奈に「大赦の勇者ではなく、勇者部の一員として戦う」と宣言した夏凜は4回もの満開を行使してバーテックス5体を倒し、散華で戦闘不能になるものの、友奈に感謝の言葉を伝えると共に美森を救うように促す。それに応えて友奈は再び立ち上がり、勇者部と美森を守ることを決意する。再び変身できるようになった友奈は美森のもとに駆け付け、美森の説得に成功する。その後、大量のバーテックスが集合した恒星を思わせる超巨大なバーテックスが神樹を破壊すべく進撃するが、再び参戦した夏凜を含む勇者部一同の活躍により倒され、世界に一時の平和が訪れる。
バーテックスの一時壊滅を受けて勇者部一同は神樹の勇者としての役目から解放され、戻らないと思われていた身体能力も取り戻していく。しかし友奈だけは戦闘終了後から意識を失ったままになってしまう。勇者部一同は友奈が必ず回復することを信じて文化祭の出し物の演劇を準備し、そんな中で友奈も意識を取り戻す。そして文化祭当日、体調が完全に回復しないまま主役をこなす友奈は最後で立ちくらみを起こして倒れてしまう。しかし、彼女を支えようと勇者部一同が駆け寄る姿に感動した観客たちは勇者部に拍手を送る。こうして、「結城友奈の章」は幕を下ろす。

### 勇者の章
最後の戦いが終わり散華して失った身体機能が返ってきた勇者部は、新たなメンバー「乃木園子」を迎え入れた5人で、平穏で満ち足りた日々を送っていた。しかし友奈と園子はあることに気がつく。今までずっと一緒にいたはずの誰かが欠けている気がすると。
勇者部の一員である美森がいなくなってしまったことに気がついた友奈たちは大赦から美森の行方を聞き出すが、はっきりとした答えは大赦もわからず、園子の提案によって勇者システムを使い壁外調査を実施する。スマホのレーダー機能に表示される美森の居場所にはブラックホールが存在し、それをバーテックスが守っていた。
園子の満開によって輸送されブラックホールの中に到達した友奈は、かつて来た記憶のある灰色の異空間で、鏡に囚われた美森を発見する。
痛みを堪え無事美森の救出に成功したが、本来美森が請け負うはずの天の神のタタリを友奈が引き受けてしまう。それを勇者部のメンバーに話そうとするが、それによって風が大怪我を負うこととなり、以降誰にも言えずに独り天の神のタタリに苦しんだ。そんな友奈の事情を薄々感づいた園子や美森は、友奈がタタリや自分の状況について記録した勇者御記を盗みだし、勇者部一同は友奈の苦しみに嗚咽を上げた。
一方タタリに苦しむ友奈のもとに大赦神官が訪れ、神樹の寿命が近いこと、神婚しか世界を救う方法が無いことを聞かされる。それによって神婚することを決意した友奈は、勇者部メンバーにそのことを伝えるが物別れに終わる。
友奈は独断で神婚を行うが、悲劇を繰り返さない様に美森をはじめとする勇者部メンバーは友奈を救出しに行く。だが、神婚を阻止するべく結界を破って侵入してきた、銅鏡のような天の神が美森達の前に立ちはだかり、戦いは三つ巴の様を呈した。樹、夏凜、園子はかつて倒したバーテックス達の攻撃を次々と繰り出す天の神と対峙する中、神樹内に侵入した美森は蛇に拘束された友奈を目の当たりにする。全てを諦めかけていた友奈を叱責し、友奈の本心を聞いた上で美森は「人として生きる」と決断し、天の神との戦いで死んでいった歴代の勇者や巫女たちの意志と共に友奈を救出する。
解放された友奈は、勇者達と神樹の力を受け、全ての力を天の神にぶつけこれを破った。焼け爛れた世界が復元され、散った神樹は原油と化して大地に降り注いだ。勇者部一同からはタタリが消え、戦いからも開放された。
そうして、風は卒業をきっかけに妹の樹に部長を継承した上で勇者部を再編して幕を下ろすこととなる。

### 大満開の章

#### 【1〜4話：防人編】
神世紀300年、結城友奈の章の戦いが終わったところ物語は始まる。勇者部は新たに加入した園子の「青春を取り戻す」という目標を遂げるためバンドやサバイバルゲーム、キャンプなど日常を楽しんでいた。しかし東郷の家に奉火祭の依頼に大赦神官が現れたことで日常は終わりを迎える。
その2年前、先代勇者の後継者の選抜に勇者候補生として楠芽吹は参加した。そこには弥勒夕海子や三好夏凜も参加していた。芽吹は鍛錬に励み、ついには夏凜に勝てるほどに成長した。しかし後継勇者には夏凜が選ばれた。それから2年経った結城友奈の章の戦い後、芽吹や夕海子、加賀城雀や山伏しずくら32人の少女は防人としてゴールドタワーに召集された。防人の任務は壁の外の調査と壁の外に神樹の苗を植えること。初任務では星屑に苦戦しながら芽吹の指揮の下、勝利を収めた。2回目の任務以降は巫女の国土亜耶が神樹の苗を植えて祝詞を捧げることで壁の外に神樹の領域を拡大させ、防人たちはその護衛にあたった。防人の任務は過酷で離脱者が出ては人員が補充されていったが、その中でも芽吹たちは防人としての絆を深めていった。しかし天の神の怒りを買ったことで作戦は中止、亜耶は奉火祭の生贄に選ばれた。防人は神樹の苗の回収の任務に向かったが、その帰路で3体のバーテックスに遭遇。戦闘となり芽吹を庇った夕海子は重傷を負ってしまう。芽吹は1人で退路を切り開くためバーテックスに立ち向かっていった。しかし芽吹のピンチに防人たちが援護に入り、芽吹が再三強調してきた全員無事で帰るという意志を示した。防人は「おおかみのあし」を使用して四国へ帰還した。そして東郷が奉火祭の生贄を受け入れ、勇者部や芽吹含め、世界から東郷や奉火祭の記憶は消されてしまう。
奉火祭の生贄となり死の淵にあった東郷は鷲尾須美時代の親友三ノ輪銀と再会する。銀との再会を喜ぶ東郷(須美)であったが銀に現世に戻ることを説得され、また勇者部の声が届き、東郷は目覚めることができた。

#### 【9〜12話：最終決戦とその後】
防人に最終決戦における勇者の援護の指令が出た。
一方、友奈が天の神のタタリを受けていることを知った夏凜は、壁の外へ赴き天の神に抗議を叫んだ。その際に夏凜は防人と邂逅した。夏凜と芽吹は交戦するが、互いの思いをぶつけ合い和解、夏凜は友奈に謝罪する勇気を得た。しかしその後、友奈が神婚することを知る。
最終決戦において、亜耶と神官は祈祷によりゴールドタワーにエネルギーを充填させ、千景砲を天の神に喰らわせる任務につき、そして防人たちはその護衛を行う。
そして神婚の儀が始まり、天の神が襲来し、最終決戦のときを迎えた。亜耶は神官と共に千景砲のエネルギーの充填を、防人は亜耶らの護衛を、樹、夏凜、園子は天の神の侵攻を食い止めるために、そして風と東郷は神婚を阻止するために、それぞれの戦いが始まった。千景砲は一度はエネルギーが足りず失敗し、諦めた神官達は次々と神樹の眷属となり消え、亜耶もまた神樹の眷属となりかけたが芽吹の言葉で「人として生きること」を決意。そして千景砲を天の神に喰らわせた。またほぼ同時に夏凜と園子も天の神に一撃を加えた。その直後、天の神は樹海を火の海にした。一方、東郷は神樹内の友奈の元に辿り着き、以降は「勇者の章」と同様に、友奈を歴代の勇者・巫女達の意志とともに「人として生きる」意志を示し友奈を救出。そして友奈は高嶋友奈に導かれ大満開により天の神を打倒、神樹は壁の外の世界を元に戻して散り、友奈のタタリは消え、全ての戦いは終わりを迎えた。
神樹がいなくなったことで社会には混乱が起こった。風が引退し、樹が部長となった勇者部では今後の方針を話し合う。その中で園子は大赦をぶっ潰すと宣言するが、友奈の言葉や、樹の「勇者部は今まで以上に勇者部になる」という言葉を受けて方針を転換し、勇者部は続けつつ、安芸先生とともに大赦の実権を握ることにした。
それから4年後、友奈と東郷は本土調査に赴いていた。そして夏凜は本土調査隊の隊長として、風は神樹の残したエネルギーの研究者として、樹は歌手として、園子は大赦の最高権威として、防人達は本土調査隊の別働隊として活動していた。復興に何百年かかろうと勇者部の活動は続いていく。こうして物語は幕を下ろした。

## 登場人物
『結城友奈の章』『勇者の章』『大満開の章』の登場人物について記載。『鷲尾須美の章』の登場人物については『鷲尾須美は勇者である#登場人物』を参照。年齢は『結城友奈の章』第12話後（神世紀300年10月）のもの。

### 讃州中学勇者部
結城 友奈（ゆうき ゆうな）
声 - 照井春佳 / 演 - 本西彩希帆
年齢（学年）：13歳（中学2年生） / 誕生日：神世紀287年3月21日 / 身長：154cm / 血液型：O型 / 出身地：香川県 / 趣味：押し花 / 好きな食べ物：うどん
本作の主人公。赤色の髪の毛と桜の花びら状の髪飾りがトレードマークの少女。勇者部では雑用を担当する。
どんなときでも前向きで友だち思い。行き当たりばったりで能天気だが、いざというときには頼れる性格で皆から一目置かれている。しかし、これらの性格は周囲を和ませるためにわざと演じている表向きのもので、実際は周囲に対して相当に気を遣っており、友達のためなら冗談抜きで命を賭けてしまう危うさを持っている。
変わったものが好きな一面もあり、キノコやトウモロコシの押し花を作ったりしている。
楽天家だがまっすぐで責任感が強い。そのため「勇者」という単語や自分が勇者であることに対して、並々ならない誇りとこだわりを持つ。
変身後は髪が桃色に代わり、服装も同じ色を基調としたスパッツ状の勇者服に変化する。主に徒手空拳で戦う。勇者刻印は右手の甲にある。刻印の花は桜で、満開ゲージは桜の花びら。
満開時は、自身の身の丈をはるかに超える巨大な鋼の両腕を装備し、より強力な打撃をくりだすことが可能になる。
【結城友奈の章】バーテックスとの戦闘の後に味覚を失う。園子いわく「最も勇者としての適性値が高い」とのことで、後に彼女によって「勇者システム」の真実を明かされているが、「例え最初から事実を知っていても自分は勇者になっていた」とその運命を受け入れている。
最終話でバーテックスを手引きした美森を説得するために満開し、その後はバーテックスを止めようとするが途中で力尽きて散華し、その影響で両脚の自由を失う。それでも再び満開することでバーテックスを止めることに成功する。決戦後は彼女だけ廃人状態になるが後に回復し、両脚の自由を取り戻した美森と入れ替わる形で一時期車椅子生活を送る。
【勇者の章】身体機能も回復し、勇者部の部員たちと平和な日々を過ごしていたが、日常で感じる度重なる違和感から、自分たちから美森に関する記憶が消えていることに園子と共に気付く。
また、1期12話での最後の満開後、体中ほとんどを散華したことが明らかとなった上、大赦から御姿と呼ばれていることが明らかとなる。さらに、天の神の祟りに苦しめられており、この事を話したり、書いたりすると、伝染することも明らかになっている。そして、大赦神官から神婚するよう勧められ、風たちの反対を押し切ってまで神婚することを決意。天の神の襲撃では変身した美森や死んでいった勇者たちの意志により救出され、天の神に立ち向かうために神々しい姿に変身して天の神を撃破した結果、天の神の祟りが消え、仲間たちとの平和な日々を取り戻す。

牛鬼（ぎゅうき）
友奈の1体目の精霊。羽根の生えた牛のような姿で、腰の左右にピンクの花模様がある。牛の精霊であるにもかかわらず、ビーフジャーキーが好物。勝手に出現して他の精霊に噛みつく癖があるため、友奈も手に余している。勇者パンチの発動に関与している。
火車（かしゃ）
友奈の2体目の精霊。火炎を纏った猫のような姿で、腰の背中側に赤い花模様がある。勇者キックの発動に関与している。『勇者の章』では未登場。

東郷 美森（とうごう みもり）
声 - 三森すずこ / 演 - 大森莉緒
年齢（学年）：14歳（中学2年生） / 誕生日：神世紀286年4月8日 / 身長：158cm / 血液型：AB型 / 出身地：香川県 / 趣味：菓子作り / 好きな食べ物：うどん
友奈の親友であり、よき理解者。友奈の自宅の隣に住んでいる。
作中では「美森」という名では呼ばれず、本人の希望により姓の「東郷」で呼ばれている（友奈からは「東郷さん」、樹からは「東郷先輩」と呼ばれる）。美森自身は他の勇者たちを「友奈ちゃん」などと名で呼んでいる。
黒い長髪を青地に2本の白い線が入ったリボンで纏め、前に垂らしている。豊満なバストは勇者部メンバーと共に入浴した際に風から「メガロポリスな感じ」と揶揄されている。
上品でおっとりしているが、菓子づくりなどが上手。多才でITスキルにも明るく、勇者部ではブログの編集などパソコン関係の仕事を受け持っている。「お国」の防衛関連に関しては「濃ゆい」知識を有しており、時折スイッチが入るとその手の話が止まらなくなる（この際には大仰で堅苦しい物言いをする）。
変身後は青を基調とした勇者服を身にまとう。1期では後述する理由で変身後も両脚は不随のままだが、勇者服の背面から伸びるリボンのような帯が触腕のように動作して自立を補助し、移動や跳躍も可能になる。そのためか1期では靴を履いておらず、裸足にトレンカを履いた様な足元だったが、歩けるようになるとリボンが消え、代りに青い靴が追加装備されている。勇者刻印は左胸にある。刻印の花は朝顔で、満開ゲージは朝顔の葉。
戦闘では短銃、散弾銃、狙撃銃の3種の銃を使い分ける。高い狙撃能力を持つうえに脚が不自由であるための機動力の低さから主に長距離狙撃による支援を行う。また5話の戦闘の後、新たに遠隔誘導攻撃端末が追加される。
満開時は和風の勇者服に変化し、多数の巨砲を擁した巨大浮遊砲台に搭乗する。
前日譚『鷲尾須美は勇者である』（以後「鷲尾須美の章」）では主人公・鷲尾 須美（わしお すみ）として、バーテックスとの戦いのために東郷家から鷲尾家へ養子に出され、園子と共に「お役目」を務めていた（当時の行状の詳細については、鷲尾須美は勇者である#登場人物を参照）。
【結城友奈の章】「鷲尾須美の章」で語られた事故の影響で両足の自由と記憶の一部を失っており、友奈のサポートをうけながら車椅子を用いて行動している。
当初は戦闘に恐怖を感じて変身できずにいたが、友奈の危機により勇気を振り絞って変身、以後はバーテックス討伐において重要な戦力となる。
第5話におけるバーテックスとの戦闘終結後に左耳の聴覚を失う。その後、園子との出会いがきっかけで、勇者システムと満開に対する大赦の応対に疑義を抱くようになり、自分の失われた過去と園子との関係を推測して再び園子と接触。園子に促されて「世界の外」に赴き、バーテックスの正体と世界の真実を目の当たりにする。そこから自分たちは救いのない「生き地獄」にいると絶望し、神樹を倒して全てを終わらせるべく四国を囲む壁を一部破壊し、神樹に侵攻するバーテックスを手引きする暴走行為を働く。しかし友奈の友情をこめた勇者パンチの一撃と説得によって我を取り戻し、勇者部の仲間と共にバーテックスを再び撃退する。
決戦後、両脚の自由と左耳の聴覚を取り戻すと同時に、入れ替わりで車椅子生活を送ることになった友奈をサポートし、その後も彼女への献身を見せる。
【勇者の章】『勇者の章』開始当初は行方不明であり、友奈たちの記憶からその存在が失われているばかりか、この世界に最初から存在していないことになっている。友奈たちが思い出した記憶によると、記憶を取り戻しており、『鷲尾須美の章』の頃の園子や銀のことも思い出している。また壁を破壊したことへの罪の意識から、町内で起きた問題を解決して町内の平和をできるだけ守る「国防仮面」となって一人活動するが、友奈を除く勇者部の面々にはすぐにバレている。その後、友奈に救出されるが、皮肉にも友奈が天の神の祟りを受け風たちの反対を押し切ってまで神婚することを決意してしまう。天の神との戦いで死んでいった勇者たちの意志と共に友奈を救出し間接的だが、勇者達の悲劇を終わらせることができた。
青坊主（あおぼうず）
美森の1体目の精霊。割れ目から目と手を覗かせた卵のような姿で、殻の左側に青い花模様がある。狙撃銃に関与している。
前作『鷲尾須美は勇者である』にも登場している。
刑部狸（ぎょうぶだぬき）
美森の2体目または3体目の精霊。目隠しをした狸のような姿で、複数の青い花模様のついた服を着ている。短銃に関与している。『勇者の章』では未登場。
不知火（しらぬい）
美森の2体目または3体目の精霊。燭台に燃える青い炎のような姿で、下部の軸に青い花模様がある。散弾銃に関与している。『勇者の章』では未登場。
川蛍（かわぼたる）
美森の4体目の精霊。蛍の光に瞳のついたような外見を持つ（後部に青い花模様がある）。遠隔誘導攻撃端末に関与している。『勇者の章』では未登場。

犬吠埼 風（いぬぼうざき ふう）
声 - 内山夕実 / 演 - 原田清花
年齢（学年）：15歳（中学3年生） / 誕生日：神世紀285年5月1日 / 身長：163cm / 血液型：A型 / 出身地：香川県 / 趣味：散歩 / 好きな食べ物：うどん
勇者部の部長を務める少女。黄色の長髪をしている。
行動力があふれており、大食いで大雑把。時折、中二病めいた発言をし、「女子力」という言葉を好んで使う。勇者部では部長として部員に指示を出す他、自身もボランティア活動での劇の台本などを担当している。
妹の樹と2人暮らし。家事全般を取り仕切り、その能力は非常に高い。
変身後は髪が金髪に変化して黄色を基調とした勇者服を身にまとい、伸縮自在の大剣を武器に戦う。勇者刻印は左太ももにある。満開時は一回り大きくなった大剣を使用する。刻印の花はオキザリスで、満開ゲージはオキザリスの花びら。
神樹の勇者の素質が高い者を集めるという大赦からの使命を背負い、バーテックス討伐に臨む際には平時とは打って変わり真剣な態度となる。これは1期の2年前（神世紀298年）、「瀬戸大橋跡地の合戦」の際に両親と死別しており、その要因であるバーテックスを憎悪しているため。
しかし上記の事情はあくまで個人的な感情からきていることも自覚しており、温厚な樹たちを戦いへ駆り立てることに対し罪悪感も抱いている。その葛藤を危惧した夏凜から「（担当から）降りた方がいい」と忠告されたこともある。
【結城友奈の章】第5話におけるバーテックスとの戦闘終結後、左目の視覚を失う。友奈の話から園子の言う「勇者システム」の正体を知るが、当初は半信半疑だった。しかし、いつまでも声が戻らない樹を見続けたことで疑念が確信に変化。樹の夢を奪った散華の真実を秘匿し続ける大赦に憤怒し、大赦に殴り込もうとする激発的行動を起こすが、夏凜と友奈に制止され、全てを受け入れた樹に抱擁されたことで号泣し、戦意を喪失する。その後、孤軍奮闘する樹の姿に奮起して戦線へ復帰する。
決戦後、失われた身体機能を取り戻す。
【勇者の章】友奈たちと同様に美森に関する記憶を失っており、美森の記憶を取り戻した時には、部長である自分がその事に真っ先に気付けなかったことに悔しさを感じる。天の神の祟りに悩む友奈から相談を受けたことにより、祟りの影響を受け大怪我を負ってしまう。全てが終わった後は卒業と同時に勇者部の部長を勇退した。
犬神（いぬがみ）
風の1体目の精霊。青い犬のような姿で、背中に黄色い花模様がある。大剣の能力に関与している。風に与えられたドッグフードを食べる描写がある。
鎌鼬（かまいたち）
風の2体目の精霊。その名の通り鼬のような姿で、腰の背中側に黄色い花模様がある。第1期第8話で3本の小刀を放ち、バーテックスの動きを止める。『勇者の章』では未登場。

犬吠埼 樹（いぬぼうざき いつき）
声 - 黒沢ともよ / 演 - 岡田あずみ
年齢（学年）：12歳（中学1年生） / 誕生日：神世紀287年12月7日 / 身長：148cm / 血液型：O型 / 出身地：香川県 / 趣味：占い / 好きな食べ物：うどん
風の妹である少女。黄色の短髪が特徴。姉の風を尊敬しているが、彼女の大雑把な言動に突っ込むこともしばしば。勇者部では友奈たちと共に雑用を担当する他、劇で使用する音楽の編集などを受け持っている。
変身後は緑を基調とした勇者服を身にまとい、右手首に装着した花環状の飾りからワイヤーを射出し攻撃を行う。勇者刻印は背中にある。刻印の花は鳴子百合で、満開ゲージは鳴子百合の花のシルエット。
満開時は、右手首の花環を巨大化させたものが背中に装備され、多数のワイヤーを射出することが可能になる。
控えめな性格だが、頼れる姉の庇護の下にいる自分の立場に疑問を抱いており、いつかは姉に並びたいと思っている。
歌が好きだが、人前で歌うことが苦手。しかし勇者部メンバーの激励で克服し、歌手を目指すという密かな夢を持つに至る。また、タロット占いが得意で、タロットに関しての知識が豊富。
【結城友奈の章】第5話におけるバーテックスとの戦闘終結後に発声機能を失い、以後はスケッチブックによる筆談で会話している
決戦後、発声機能を取り戻す。
【勇者の章】話が進むに連れ他の勇者達が動揺し荒れる中、彼女だけは冷静だった。全てが終わった後、卒業する姉から次期部長に任命される。
木霊（こだま）
樹の1体目の精霊。緑の毛玉に葉のような触覚を生やしている（左側の葉に白い鳴子百合の花模様がある）。ワイヤーの能力に関与している。
雲外鏡（うんがいきょう）
樹の2体目の精霊。鏡から植物の茎が生えたような外見で、鏡の中に白い鳴子百合の花模様がある。雲外鏡自身を模した（鳴子百合の模様もある）巨大な緑色半透明の円型シールドを発生させ、敵の攻撃をはね返す能力を持つ。
第1期11話では星屑の樹海への侵入を防ぐ場面も見られたが、美森による砲撃は防ぎ切れなかった。『勇者の章』では未登場。

三好 夏凜（みよし かりん）
声 - 長妻樹里 / 演 - 伊藤優衣
年齢（学年）：14歳（中学2年生） / 誕生日：神世紀286年6月12日 / 身長：151cm / 血液型：B型 / 出身地：香川県 / 趣味：健康に気をつける / 好きな食べ物：うどん、煮干し
第1期第3話より登場する勇者の少女。茶色の髪をしている。勇者部では友奈たちと共に雑用を担当。日常的に煮干しをオヤツのように食すため、1期で風から「にぼっしー」という（本人的には納得していない）あだ名を付けられている。
友奈たちとは異なり、大赦によって正式な手順を経て選ばれた勇者であり、298年秋より大赦の元で戦闘訓練を送る日々を過ごしていた（特に剣術の訓練などには非常にストイックに取り組んでいる）ため、同じ年代の子と接したことがない。その影響で人づき合いが少々下手で、自身や身の周りのことも無頓着な傾向がある。風曰く、所作は意外と綺麗だが、箸の持ち方は間違っているらしい。
変身後は赤を基調とした勇者服を身にまとい、2本の刀を武器に戦う。勇者刻印は左肩にある。武器は元々は2挺の斧を使う予定だったが、機動力重視ということで刀に変更になった。刻印の花はサツキで、満開ゲージはサツキの葉。
満開時は刀を持った4本の巨大な腕を装備し、さらに多角的な攻撃を行うことが可能となる。
健康管理のためにさまざまなサプリメントを常用しており、それに関する知識も豊富に持つ。
名前は1期セルソフト特典ゲームで語られるのみだが、大赦中枢に務める兄・三好 春信（みよし はるのぶ）がいる。このゲームテキストによれば、優秀な彼に対するコンプレックスがきっかけで勇者になることを志したとのことである。また、アプリゲーム「結城友奈は勇者である 花結いのきらめき」花結いの章27話のスコア獲得報酬シナリオ「大赦季刊誌」にはでは、タイトルと同名の雑誌において、「日々上がる　戦闘データを拝謁し　数字に見るは　妹の成長」という川柳を匿名で投稿しており、園子に看破される。重度のシスコン。
【結城友奈の章】神世紀300年6月9日（木）に、讃州中学校2年3組に転校生として編入。
勇者としての訓練を積んでいたこともあり、初戦では単独でバーテックスを撃破する戦闘力を見せる。
勇者としての意識が高く、当初は未熟な友奈たちを見下して尊大な態度を取るが、友奈や風に流される形で勇者部に入部。最初は嫌々部活動をしていたが、友奈たちとふれ合うことによって徐々に心境に変化が生じ、やがて「大赦の勇者」としてではなく、「勇者部の一員」として共にバーテックスと戦う意思を持つ。
第11話においてバーテックスの大軍を殲滅するために4回もの満開を行い、その結果右腕と右足の自由、両耳の聴覚、両目の視覚を失う。しかし、最終話では満身創痍のまま再び満開し、バーテックスの進行を勇者部一丸となって防ぎ切る。
決戦後、散華により失った身体機能を取り戻す。
【勇者の章】引き続き、勇者部に所属。園子からも「にぼっしー」と呼ばれており、少々不本意に感じている。
義輝（よしてる）
声 - 肝付兼太
夏凜のパートナー精霊。赤い甲冑をまとった武士のような姿で、左側に赤い花模様がある烏帽子をかぶっている。本作に登場する精霊の中で唯一明確な人の言葉を発するが、しゃべる言葉は「出陣」「外道め」「諸行無常」のみ。出陣の際に法螺貝を吹くこともある。

乃木 園子（のぎ そのこ）
声 - 花澤香菜
年齢（学年）：14歳（中学2年生） / 誕生日：神世紀286年8月30日 / 身長：156cm / 血液型：O型 / 出身地：香川県 / 趣味：ぼーっとする、小説の執筆 / 好きな食べ物：うどん
友奈たち勇者部の1代前に「お役目」を務めていた勇者（当時の行状は『鷲尾須美は勇者である』で詳しく語られている）。おっとりとしている。
趣味は小説を書くこと。現役勇者だった時は、当時ともに戦っていた美森（鷲尾須美）、三ノ輪銀らをモデルとした百合小説を小説サイトに投稿している。讃州中学校に入学後も過去の経緯から美森（須美）を「わっしー」と呼ぶ。
【結城友奈の章】過去の戦いの度重なる「満開」による「散華」の影響で身体の機能の多くを犠牲にしたため、現在は寝たきりの状態。本人曰く「半分神様」という状態であり、大赦からは生き神として祀られている。
大赦の監視をかいくぐって友奈と美森を大橋のもとへ召喚して現役の勇者である友奈たちに勇者システムの真実を明かし、美森に「世界の外」へ赴くよう促している。「満開」の回数は20回にも及び、結果として21体もの精霊を所有している。本人によると現在も現役の勇者が暴走したときの「ストッパー」という役を担っており、謙遜しながらも「最強の勇者」を自負している真実を勇者に隠す大赦の行動に対しては一定の理解を示してはいるものの、「知らずにいるのは哀しい」からと上記のような大胆な行動に出ることもある。
第1期最終話では、回復しつつある姿が描写されている。また、「その後の園子」やBD第6巻の特典ゲーム、および漫画版「結城友奈は勇者部所属」の#9「旅館来訪記 …内緒です。（祝・新入部員）」（コミックス2巻）、アプリゲーム「結城友奈は勇者である 花結いのきらめき」では、自身の要望により讃州中学校に入学し、勇者部に6人目の部員として入部している。
【勇者の章】身体機能が回復して健常な状態に戻り、「お役目」からも解放され、前述のとおり讃州中学校2年生として勇者部に所属する。性格も本来の愉快な言動や行動が際立つ。
長い間外界と隔絶された境遇にいたが、もともと勉強は得意（特に数学系）で中学の授業も楽々こなしており、「お役目」の多忙により成績が急降下している年長の風にも勉強を教えている。
命を落とした銀の英霊碑参りをした際に誰か大切な人がいない違和感に気付き、友奈とほぼ同時に美森の記憶が自分から失われていたことに気付く。美森から「そのっち」と呼ばれている。
烏天狗（からすてんぐ）
園子のパートナー精霊。

### その他
三ノ輪 銀（みのわ ぎん）
声 - 花守ゆみり
『鷲尾須美の章』での活躍は「鷲尾須美は勇者である#登場人物」を参照。
【大満開の章】 奉火祭の生贄となり、生死の境を彷徨っていた美森の前に現れ、生き残ることを後押しした。
大赦神官
声 - 佐藤利奈
『勇者の章』から登場する大赦の女性神官。神託によって友奈が天の神の祟りに苦しめられていることを察知し、彼女に『勇者御記』の執筆を依頼するほか、友奈が神婚の相手に選ばれたことを告げる。
その正体は、『鷲尾須美は勇者である』で須美・園子・銀の担任教師兼お目付役だった安芸先生である。『楠芽吹は勇者である』にも登場。

### 防人・巫女
楠 芽吹（くすのき めぶき）
声 - 田中美海
国土 亜耶（こくど あや）
声 - 大野柚布子
加賀城 雀（かがじょう すずめ）
声 - 種﨑敦美
弥勒 夕海子（みろく ゆみこ）
声 - 大空直美
山伏 しずく（やまぶし しずく）
声 - 石上静香

### 西暦勇者・巫女
乃木 若葉（のぎ わかば）
声 - 大橋彩香
土居 球子（どい たまこ）
声 - 本渡楓
伊予島 杏（いよじま あんず）
声 - 近藤玲奈
郡 千景（こおり ちかげ）
声 - 鈴木愛奈
上里 ひなた（うえさと ひなた）
声 - 高野麻里佳
高嶋 友奈（たかしま ゆうな）
声 - 照井春佳
西暦時代の活躍は「乃木若葉は勇者である#登場人物」を参照。
西暦時代の戦いで戦死した際に神樹に取り込まれて、以降神樹の一部として存在してきた。神世紀301年には天の神のタタリを受けた結城友奈の夢の中に現れ、タタリを肩代わりするとを申し出たが、これは拒否された。その後、大満開の際に再び結城友奈の前に現れ、手を差し出して導いた。

## バーテックス
人類の天敵。12体の存在が神樹より告げられている。外の世界に蔓延する死のウィルスから生み出されたとされる。
神世紀の人類を支える神樹の破壊を目的とし、友奈たちはこれを倒すために勇者に選ばれる。
ダメージを負わせても再生するため、倒す際には「封印の儀」を行なうことによって本体から「御魂（みたま）」と呼ばれる逆四角錐型の心臓部を引きずり出し、これを破壊する必要がある。ただし、御魂の段階になっても「高速で移動する」「煙幕を張る」「無数に分裂する」といった各々の能力で抵抗するため、「封印の儀」に成功しても容易に決着はつかない。
本作に登場する12種類のバーテックスには、「黄道十二星座」にちなむ名がつけられている。出現には周期があるとされているが、本作での襲撃はその法則からはずれつつあると言われている。
その正体は、四国の部分だけ残された人間の世界の外界に蔓延る「生命の頂点」の集合体。最小単位の個体である「星屑」は弱く、勇者の敵ではないが、無限に増殖し、新たな黄道十二星座の巨大な個体を構築する材料になる。
園子によると、天の神が人類を粛清するために遣わした存在で、西暦の時代に突如出現し、人類を滅亡寸前まで追い込んだという。
バーテックスは必ず瀬戸内海から現れる（太平洋側からは来ない）が、これについて美森は「神樹様がわざと結界に弱いところを作って敵を通している」「神樹様は恵みの源でもあるから、防御に全て力を使うと私たちが生活できなくなる」とアプリに書いてあったと説明している。
ヴァルゴ・バーテックス
第1期第1話・第2話に登場。移動は遅いが、布のような触手による近距離攻撃、下腹部から発射する小型爆弾による遠距離攻撃が可能。犬吠埼姉妹と対峙し、覚醒し初変身を果たした友奈の攻撃を受けてもすぐ再生。だが封印の儀により御霊が露出し、最初は友奈の攻撃でも無傷なほど硬かったが、風の渾身の一撃で皹が入り、最後は友奈の一撃で御霊を破壊されたことによって撃破された。その後復活して第11話で再び襲来するも夏凜の連続満開の最初の犠牲となる。
スコーピオン・バーテックス
サジタリアス・バーテックス
キャンサー・バーテックス
以上3体、第1期第2話に登場。サジタリアスは円状の中心から大きい矢を口からは大量の小さい矢を繰り出し、キャンサーは反射板を多数持ち、スコーピオンは長い尻尾の毒針での攻撃を得意とする。犬吠埼姉妹や友奈を圧倒し勝利寸前まで追い詰めたが、仲間を守りたい一心から再び覚醒した美森の銃撃で形勢は逆転し、サジタリアス以外の2体は封印の儀で御霊が露出、一方は攻撃を回避するが風の剣の側面で叩く一撃によって破壊され、もう一方は増殖するものの樹のワイヤーでまとめて破壊された。そして残るサジタリアスも封印の儀で御霊が露出した直後に美森の狙撃を受け撃破された。
カプリコーン・バーテックス
第1期第3話に登場。2話での戦闘から1ヶ月たっての登場となった。登場してすぐ夏凜の攻撃に遭い単独での封印の儀で御霊が露出、それでもなお紫のガスを出して目くらましをするが、夏凜には気配で見えており、刀の一撃で撃破された。
アリエス・バーテックス
タウラス・バーテックス
ライブラ・バーテックス
アクエリアス・バーテックス
レオ・バーテックス
ジェミニ・バーテックス
ピスケス・バーテックス
以上7体、第1期第5話に登場。神樹への総攻撃をしかけ、アリエスがまず最初に封印の儀を受けて、その際に露出した御霊を高速回転させて抵抗するも撃破され、地中に潜る能力を持つピスケスが美森を翻弄、頭上の鐘の音で攻撃するタウラスは樹のワイヤーで拘束されるも、ジェミニ以外の3体と合体し「レオ・スタークラスター」になり勇者部と死闘を展開、そんな中風が満開を発動、さらにピスケスが満開を発動した美森に撃破され、ジェミニが神樹に向かうも満開を発動した樹に拘束されて討伐、そして封印の儀でレオ・スタークラスターの御霊が露出するが4体が合体した分それは惑星規模の巨大さを誇った。そして満開を発動した美森の巨大浮遊砲台に搭乗して成層圏へ向かった友奈が満開を発動し、最後はその一撃で完全に撃破された。後に確認された残党であるジェミニも第8話で退治されている。

## 用語
世界観を共有する、鷲尾須美は勇者である#用語も併せて参照のこと。
勇者部
友奈、美森、風、樹、夏凜が所属（『勇者の章』では園子も所属）している部活動であり、「人々のためになることを勇んで実施する」ことを目的としている。讃州中学の家庭科準備室が勇者部の部室となっている。
表向きは「幼稚園での交流会」や「猫の里親探し」などといったボランティア活動が主だが、その成り立ちは神樹の勇者の適性が高いと大赦から判断された友奈たちを、風がその理由を知らせずに集めたものである。大赦は同様のことを四国全土で行っており、来るバーテックスの襲来時に起こる神樹の勇者選抜に備えている。
劇中で美森が制作している勇者部のウェブサイトは実際に「yushabu.jp」のドメインで公開されている。
勇者
神樹の力を身に纏い戦う少女たちの呼称。神樹に選ばれた少女たちは勇者システムを起動することにより変身し、神樹の力を身に纏いバーテックスと戦う。
過去では大赦に関係のある家柄の娘から勇者を選んでいたが、それだけでは人数が足りずやっていけないと判断したため、一般家庭でも適正値の高い娘が選ばれることとなった。大赦は秘密裏に「勇者適正値」の高い少女を調べ上げて把握しており、讃州中学校勇者部のように四国各地で集めている。ただし最終的に勇者を選ぶのは神樹であり、どの候補者が勇者になるかは実際にバーテックスが襲来するまでは分からない。
讃州中学校には適正値が一番高く大赦から本命と思われていた友奈がいたため、そこに前勇者である美森を大赦が配置、自らも適正値が高い風を大赦の使者とし、前勇者・銀の端末を受け継いだ夏凜が援軍として派遣されている。
神世紀（しんせいき）
作品世界における紀年法。
西暦2019年に神世紀元年へ移行しており、本作では神世紀300年（西暦2318年）の世界を舞台としている。神樹によって作られ、海上に連なり四国を囲む「壁」の中が人類に残された唯一の生存圏であると教えられている。
大赦（たいしゃ）
風や夏凜が所属している組織。神樹を祀るとともにその力を管理している。バーテックスに対抗するため、「勇者システム」を開発・導入している。職員は複数の伝統ある家系と神官が中心となって構成されており、その中でも乃木家と上里家がツートップを成している。全貌は不明だが、総理大臣をしのぐ権勢を持つとされ、神世紀の四国において強大な影響力のある組織であることが描かれている。また、劇中から財力の大きさも察せられる。
勇者システム
大赦が開発した端末のアプリで、バーテックスに対抗するための討伐システム。
神樹に選ばれた少女が戦う意志を見せ、画面のボタンをタッチすることで神樹との霊的回路を接続、勇者へと変身させる。樹海における敵味方を識別するレーダーやバーテックスの詳細な情報を表示する機能がある。
精霊
勇者につき従うサポート的存在。勇者の扱う武器のサポート、および敵からの攻撃や勇者自身が行う自傷行為からの防御などの役割を担当している。
名前やモチーフこそ四国に縁のある妖怪や人間などであるが、デフォルメ化されてマスコットキャラクターのような容貌になっている。
牛鬼の腰のピンクの花模様など、体のどこかに勇者の姿に連動した花のマークがある。
精霊は任意で自分の姿を現したり消したりできるが、友奈の牛鬼が他の精霊に噛みつくため、他の精霊は日常では極力出ないようにしている。
一時的なバーテックスの全滅に伴い、媒体となる端末ごと大赦に回収されたが、残党の存在が確認されたことで再度勇者部のもとに端末ごと戻される。
「満開」を行った勇者には、回数に応じて1体の精霊が追加される。美森が初期に3体の精霊を所有していたのも、須美であった当時に2回の「満開」を経験しているからであり、園子に至っては21体の精霊を所有している。
第1期最終話で、精霊たちは花びらと散って一度は姿を消すが、『勇者の章』第2話で園子が大赦から再び勇者システムを借り受けたことで、牛鬼、犬神、木霊、義輝は再び友奈たちの前に姿を現している。
樹海化現象
バーテックスが攻め込んできた時に神樹が発動させる、四国保護のための防御結界。
樹海化が起こると、四国の内部は勇者以外の時間が止まり、生物も非生物も神樹より伸びる植物に覆われて同化する。バーテックスや勇者の攻撃、封印の儀の継続により樹海がダメージを受けると、現実世界に戻した際に「交通事故」「自然災害」などの不幸という形で悪影響を及ぼす。
樹海の中でも動ける勇者には各々の端末に「樹海化警報」が勇者の端末に表示されアラームが鳴る。
バーテックスを倒した後、勇者は各地に点在する元いた場所に最も近い祠に転送される。
封印の儀
バーテックスの心臓部である「御魂」を引きずり出す勇者システムの機能。
出雲大社教の幽冥神語にちなむ祝詞「幽世大神憐給恵給幸魂奇魂守給幸給」を長々と詠唱するという正式な手順が存在するが、手順を省略することもできる。
御魂の分離と同時にカウントダウンが開始されるが、これは勇者が封印状態を維持できる時間を表しており、終了までに御魂を破壊できなければ勇者はバーテックスを止める術を失い、神樹への到達を許すことになる。
満開
満開ゲージが全て溜まることで発動する、勇者システムの機能。強大な力が勇者の身に宿り、衣装が変化、より強力な武装が追加される。風いわく、「勇者の切り札」。
その威力は絶大で、相手によっては御魂を破壊するための封印の儀を必要としなくなるほど。また一定の力の行使、一定のダメージを受けると解除・散華する。
満開ゲージ
勇者刻印に含まれる勇者の力のレベルを表示する5段階のゲージ。勇者服のモチーフ花に関連した花びらなどで表される。武器による攻撃・精霊による防御など、勇者としての力を振るうことで溜まる。5つのゲージが溜まると「満開」することができる。満開するタイミングはある程度任意で調節できる。
第1期のオープニング「ホシトハナ」には勇者部のメンバーと勇者刻印（満開ゲージを含む）が表示される場面がある。これはストーリーと連動しており、前話終了時点での各人の勇者レベルが表示されている。
散華（さんげ）
満開を経て発動される、勇者システムの隠された機能。強大な神の力である満開を使用する対価として、身体の機能の一部を神樹に捧げる。
基本的に捧げられるのは身体の機能の一部であり、手足を失うような肉体的な欠損はないが、美森の記憶のように「人の持っている機能」は全て捧げられる可能性がある。身体のどこの機能を捧げるかは、勇者には決められない。園子が言うには、物理的な痛みは感じないとのこと。
2年以上身体機能が戻らないままの園子の姿から、機能を取り戻す方法はないものと思われていたが、最終決戦が終わった後、勇者たち（勇者部の5人と園子）は神樹から解放され、捧げられた身体機能が戻っている。
『勇者の章』第2話で再び勇者部に戻された端末に入っている勇者システムは大赦によって改修されており、満開と満開ゲージ、散華について第1期から以下のように変更されている。
1. 満開ゲージは、最初から5個すべて溜まった状態になっている。
2. 精霊が防御を使用すると、満開ゲージをひとつ消費する。
3. 満開は満開ゲージが5個溜まった状態でないと発動できず、発動するとすべての満開ゲージを消費する。
4. 戦闘中は一度消費した満開ゲージが回復することはない。
5. 満開ゲージがなくなると、精霊の防御システムを使用することができなくなる。つまり、満開ゲージがない状態で戦闘した場合、生命にかかわる怪我を負うこともあり得る。
6. 散華がなくなったため、満開を発動しても身体機能が損なわれることはない。

天の神
バーテックスを遣わした存在で、西暦の終わり以前から一度も人類の前に姿を現したことはない。そもそもが単独神なのか複数神なのかも言及されておらず、楠芽吹は勇者である第一話の女性神官のセリフからわかることは神道における「天神地祇」の天神であること。
最後は神婚阻止のために12の雲雷文と連珠文を備えた巨大な雲雷文内行花文鏡の姿で現れたが、友奈の攻撃により中心部を破壊され消滅した。ただし神人一体となった友奈の攻撃を受けても痛撃程度のダメージであり、実体を失っただけで依然として天から人類を監視し続けている。
なお雲雷文には黄道十二宮の星座が刻印されており、そこからバーテックスと同様の攻撃を繰り出すことができる。また鏡面全体から熱線を放射する広範囲制圧攻撃と、それを一点に集中させビーム状にして撃つ二つの攻撃能力を有する。
タタリ
本来は奉火祭の生贄として巨大な鏡に捕らえられていた美森が請け負うものであったが、彼女を救出した際に友奈へ引き継がれた。
特徴としては、タタリを請け負う者の左胸に赤黒く燃え盛る太陽の様な烙印が刻まれ、徐々に身体全体へ広がってゆくこと。また、その事実を周囲の人間に話そうとすれば、周囲の者にもタタリの悪影響が及ぶ。時には精霊のバリアも無効化するほど強力。
天の神侵攻時は友奈だけでなく、一般人達の左胸にも烙印が浮かび上がっていた。
神樹（しんじゅ）
勇者システムを介し、勇者に力を与える存在。死のウィルスから四国を守る結界を作り出し、人々が生きるための恵みを与えることから「神樹様」と敬われ、人々の信仰の対象となっている。平常時はさほど巨大ではない樹木の姿をとるが、樹海化の際は樹海にそびえ立つ大樹へと変貌する。
正体はその昔、人類を粛清しようとする天の神に反した土着の神々が、残された人類を守るために集まったもの。「巫女」の素質を持つ少女は、「神託」として神樹の声を聴くことができる。
最後は友奈達人間を信じ、自ら満開して友奈に力を与えることで散華した。友奈が天の神を打ち破ると世界中に根を伸ばしてゆき、世界が元の姿に再生された後、体は石油となって砕け散り人々の前からその姿を消した。ただしそれは実体を失って人の前から姿を消しただけであり、風や川といった自然に宿る八百万の神として存在し続けている。
高天原
1期の最終話で深く傷ついた体から分離した友奈の幽体が閉じ込められていた空間。2期では東郷が生贄となって閉じ込められていた。
その正体は神話に語られる天の世界で、天の神が坐す場所とされる。現世にあるブラックホール状の入口に入ると、実体から幽体が離脱して特異点に吸い上げられ、上下が灰色の雲のようなものに挟まれた空間へと至る。これが高天原であり、空間内には東郷を捕らえていた銅鏡（内行花文鏡）が浮遊している。
青い烏
『勇者の章』から登場する謎の烏。胸には桔梗の刻印が描かれている。1期の最終話で全身が散華し高天原に閉じ込められていた友奈の精神を美森の下へ導いた。
その正体は『乃木若葉は勇者である』の主人公・乃木若葉。最終話ではシルエットではあるが本来の姿に戻り、友奈を救出しようとする美森に力を貸す。全てが終わった後は帰還した勇者部一同の見上げる空を、どこかへと飛び去っていった。

## スタッフ
|                                                | 第1期                                  | 第2期                                  | 第3期                                  |
| ---------------------------------------------- | -------------------------------------- | -------------------------------------- | -------------------------------------- |
| 原作                                           | Project 2H                             | Project 2H                             | Project 2H                             |
| 企画・原案                                     | タカヒロ                               | タカヒロ                               | タカヒロ                               |
| 総監督                                         | -                                      | 岸誠二                                 |                                        |
| 監督                                           | 岸誠二                                 | 福岡大生                               | 岸誠二                                 |
| シリーズ構成                                   | 上江洲誠                               | 上江洲誠                               | 上江洲誠                               |
| キャラクターデザイン 原案                      | BUNBUN                                 | BUNBUN                                 | BUNBUN                                 |
| コンセプト・アート                             | D.K & JWWORKS                          | D.K & JWWORKS                          | D.K & JWWORKS                          |
| アニメーション キャラクターデザイン 総作画監督 | 酒井孝裕                               | 酒井孝裕                               | 酒井孝裕                               |
| 美術設定                                       | 平山瑛子                               | 宮越歩、阿久澤奈緒子                   | -                                      |
| 美術監督                                       | 下山和人                               | 下山和人                               | 下山和人                               |
| 美術監督                                       | 宮越歩                                 | -                                      | -                                      |
| 色彩設計                                       | 伊東さき子                             | 伊東さき子                             | 伊東さき子                             |
| 撮影監督                                       | 峰岸健太郎                             | 峰岸健太郎                             | 峰岸健太郎                             |
| 3DCG監督                                       | 千葉高雪                               | 薄井俊作                               | 薄井俊作                               |
| 編集                                           | 高橋歩                                 | 高橋歩                                 | 高橋歩                                 |
| 音響監督                                       | 飯田里樹                               | 飯田里樹                               | 飯田里樹                               |
| 音楽                                           | 岡部啓一、MONACA                       | 岡部啓一、MONACA                       | 岡部啓一、MONACA                       |
| 音楽制作                                       | ポニーキャニオン                       | ポニーキャニオン                       | ポニーキャニオン                       |
| 音楽プロデューサー                             | 鎗水善史                               | 鎗水善史                               | 鎗水善史                               |
| チーフプロデューサー                           | 笹木孝弘、丸山博雄、遠藤哲哉、青木隆夫 | 笹木孝弘、丸山博雄、遠藤哲哉、青木隆夫 | 笹木孝弘、丸山博雄、遠藤哲哉、青木隆夫 |
| チーフプロデューサー                           | 高野希義、金庭こず恵                   | 高野希義、金庭こず恵                   | 湯浅隆明、宮下知幸                     |
| プロデューサー                                 | 木下哲哉、前田俊博                     | 木下哲哉、前田俊博                     | 木下哲哉、前田俊博                     |
| プロデューサー                                 | -                                      | 斉藤康夫、鍋岩晶子、宮城惣次           | 斉藤康夫、鍋岩晶子、宮城惣次           |
| プロデューサー                                 | 小荒井孝典、原裕和、 林洋平、福田順    | 上治知世                               | 丸尾加奈江、長谷川嘉範                 |
| アニメーション プロデューサー                  | 上野勲                                 | 上野勲                                 | 鷲崎健太                               |
| アニメーション制作                             | Studio五組                             | Studio五組                             | Studio五組                             |
| 製作                                           | 結城友奈は勇者である製作委員会、MBS    | 結城友奈は勇者である製作委員会、MBS    | 結城友奈は勇者である製作委員会、MBS    |

## 主題歌
特記がない限り作詞は中村彼方。讃州中学勇者部は、結城友奈の章の第3話オープニングまでは照井春佳、三森すずこ、内山夕実、黒沢ともよの4人、第3話のエンディングからは長妻樹里を加えた5人、勇者の章の第2話からは花澤香菜を加えた6人による声優ユニット。
結城友奈の章
「ホシトハナ」
讃州中学勇者部によるオープニングテーマ。作曲・編曲は岡部啓一。第1話ではエンディングテーマ位置で使用。
エンディングテーマ
「Aurora Days」
作曲は光増ハジメ、編曲はEFFY、歌は讃州中学勇者部。第10話と総集編では東郷美森（三森すずこ）、第11話では結城友奈（照井春佳）が歌唱し、第12話では讃州中学勇者部による合唱ver.が使用された。
「祈りの歌」
第4話と第9話で使用。作曲はshilo、編曲はMeis Clauson、歌は犬吠埼樹（黒沢ともよ）。第4話ではacoustic guitar ver.が使用された。

劇中歌
いずれも第4話で使用された。
「soda pops」
作曲は遠藤直弥、編曲はEFFY、歌は犬吠埼風（内山夕実）。
「○△□（マルサンカクシカク）」
作曲・編曲は小松一也、歌は結城友奈（照井春佳）&三好夏凜（長妻樹里）。
「古今無双」
作曲は黒田賢一、歌は東郷美森（三森すずこ）。
「早春賦」
作詞は吉丸一昌、作曲は中田章、編曲はEFFY、歌は犬吠埼樹（黒沢ともよ）。

鷲尾須美の章
オープニングテーマ
「サキワフハナ」
先行上映版で使用。作曲・編曲は岡部啓一、歌は三森すずこ。
「エガオノキミへ」
テレビ放送版で使用。作曲は蔦谷好位置、編曲は野間康介、歌は三森すずこ。第1話ではエンディングテーマ位置で使用。

エンディングテーマ
「ともだち」
先行上映版第1章とテレビ放送版第2話、第3話、第5話で使用。作曲は光増ハジメ、編曲はEFFY。歌は鷲尾須美（三森すずこ）、乃木園子（花澤香菜）、三ノ輪銀（花守ゆみり）。テレビ放送版第5話では鷲尾須美（三森すずこ）と乃木園子（花澤香菜）が歌唱した。
「たましい」
先行上映版第2章とテレビ放送版第4話で使用。作曲・編曲はHIROTOMO、塚田耕平、歌は三ノ輪銀（花守ゆみり）。
「やくそく」
先行上映版第3章とテレビ放送版第6話で使用。作曲は三井真一、編曲は三谷秀甫、歌は鷲尾須美（三森すずこ）、乃木園子（花澤香菜）。

「国防体操」
鷲尾須美（三森すずこ）による先行上映版第2章とテレビ放送版第3話の劇中歌。作曲・編曲はEFFY。

勇者の章
「ハナコトバ」
讃州中学勇者部によるオープニングテーマ。作曲・編曲は岡部啓一。第1話ではエンディングテーマ位置で使用。
「勇者たちのララバイ」
讃州中学勇者部によるエンディングテーマ。作曲は岡部啓一、編曲は岡部啓一、高橋邦幸。

大満開の章
「アシタノハナタチ」
讃州中学勇者部によるオープニングテーマ。作曲・編曲は岡部啓一。第1話ではエンディングテーマ位置で使用。
「地平線の向こうへ」
讃州中学勇者部によるエンディングテーマ。作曲・編曲は岡部啓一。

劇中歌
いずれも第1話で使用された。
「U・D・N」
作詞は中村彼方と本多友紀、作曲・編曲は本多友紀、歌はYUSYABU BAND。
「Darling☆Darling」
作曲・編曲は瀧田綺美、歌は結城友奈（照井春佳）&犬吠埼樹（黒沢ともよ）。
「真紅の刃」
作曲・編曲は鋼鉄兄貴、歌は犬吠埼樹（黒沢ともよ）&三好夏凜（長妻樹里）。

## 各話リスト
テレビ放映時での次回予告はテロップ（台詞）が羅列するだけという単調なものであるが、第1期は公式動画サイトにて別バージョンの予告が配信されている。
テレビ版の鷲尾須美の章 第一話・第四話・第六話では、副音声によるオーディオコメンタリーが実施される。出演は各回とも三森すずこ（鷲尾須美役）、花澤香菜（乃木園子役）、花守ゆみり（三ノ輪銀役）の3人。
| 話数         | サブタイトル                 | 脚本                                                                   | 絵コンテ                                                               | 演出                                                                   | 作画監督                                                               | 初放送日        |              |              |              |              |              |              |              |              |              |              |              |              |              |              |              |              |              |              |
| 結城友奈の章 | 結城友奈の章                 | 結城友奈の章                                                           | 結城友奈の章                                                           | 結城友奈の章                                                           | 結城友奈の章                                                           | 結城友奈の章    | 結城友奈の章 | 結城友奈の章 | 結城友奈の章 | 結城友奈の章 | 結城友奈の章 | 結城友奈の章 | 結城友奈の章 | 結城友奈の章 | 結城友奈の章 | 結城友奈の章 | 結城友奈の章 | 結城友奈の章 | 結城友奈の章 | 結城友奈の章 | 結城友奈の章 | 結城友奈の章 | 結城友奈の章 | 結城友奈の章 |
| ------------ | ---------------------------- | ---------------------------------------------------------------------- | ---------------------------------------------------------------------- | ---------------------------------------------------------------------- | ---------------------------------------------------------------------- | --------------- | ------------ | ------------ | ------------ | ------------ | ------------ | ------------ | ------------ | ------------ | ------------ | ------------ | ------------ | ------------ | ------------ | ------------ | ------------ | ------------ | ------------ | ------------ |
| 第一話       | 乙女の真心                   | 上江洲誠                                                               | 岸誠二                                                                 | 下司泰弘                                                               | 酒井孝裕                                                               | 2014年 10月17日 |              |              |              |              |              |              |              |              |              |              |              |              |              |              |              |              |              |              |
| 第二話       | ろうたけたる思い             | タカヒロ                                                               | 平井義通                                                               | 平井義通                                                               | 崎本さゆり 櫻井司                                                      | 2014年 10月17日 |              |              |              |              |              |              |              |              |              |              |              |              |              |              |              |              |              |              |
| 第三話       | 風格ある振る舞い             | 上江洲誠                                                               | 保戸木知恵                                                             | 佐藤清光                                                               | 清水勝祐 橋口隼人                                                      | 10月24日        |              |              |              |              |              |              |              |              |              |              |              |              |              |              |              |              |              |              |
| 第四話       | 輝く心                       | 村田治                                                                 | 黒崎武                                                                 | 友田政晴                                                               | 山本正嗣 徐徹承                                                        | 10月31日        |              |              |              |              |              |              |              |              |              |              |              |              |              |              |              |              |              |              |
| 第五話       | 困難に打ち勝つ               | タカヒロ                                                               | 村田峻治                                                               | 吉田俊司                                                               | 酒井孝裕 高木潤 藤原未来夫 小松原聖 横松雄馬                           | 11月7日         |              |              |              |              |              |              |              |              |              |              |              |              |              |              |              |              |              |              |
| 第六話       | 明日に期待して               | 村田治                                                                 | 比嘉直                                                                 | 仁昌寺義人                                                             | 安田周平 加藤里香 福地和浩 成松義人                                    | 11月14日        |              |              |              |              |              |              |              |              |              |              |              |              |              |              |              |              |              |              |
| 第七話       | 牧歌的な喜び                 | タカヒロ                                                               | 政木伸一                                                               | 政木伸一                                                               | 田畑昭 櫻井司 郷津春奈 能海知佳                                        | 11月21日        |              |              |              |              |              |              |              |              |              |              |              |              |              |              |              |              |              |              |
| 第八話       | 神の祝福                     | タカヒロ                                                               | 山本天志                                                               | 関大                                                                   | 金二星                                                                 | 11月28日        |              |              |              |              |              |              |              |              |              |              |              |              |              |              |              |              |              |              |
| 第九話       | 心の痛みを判る人             | 村田治                                                                 | 平井義通                                                               | 平井義通                                                               | 山口飛鳥 阿部達也                                                      | 12月5日         |              |              |              |              |              |              |              |              |              |              |              |              |              |              |              |              |              |              |
| 第十話       | 愛情の絆                     | タカヒロ                                                               | 黒崎武                                                                 | 西村博昭                                                               | 服部憲知 松下純子 中野彰子 細川修平 松本昌代                           | 12月12日        |              |              |              |              |              |              |              |              |              |              |              |              |              |              |              |              |              |              |
| 第十一話     | 情熱                         | 村田治                                                                 | 東海林真一                                                             | 平林拓真                                                               | 山口飛鳥 阿部達也 橋口隼人 藤原未来夫                                  | 12月19日        |              |              |              |              |              |              |              |              |              |              |              |              |              |              |              |              |              |              |
| 最終話       | 貴方に微笑む                 | 上江洲誠                                                               | 美袋一                                                                 | 福岡大生                                                               | 酒井孝裕                                                               | 12月26日        |              |              |              |              |              |              |              |              |              |              |              |              |              |              |              |              |              |              |
| 鷲尾須美の章 |                              |                                                                        |                                                                        |                                                                        |                                                                        |                 |              |              |              |              |              |              |              |              |              |              |              |              |              |              |              |              |              |              |
| 第一話       | わしおすみ                   | 上江洲誠                                                               | 林直孝                                                                 | 林直孝                                                                 | 酒井孝裕                                                               | 2017年 10月7日  |              |              |              |              |              |              |              |              |              |              |              |              |              |              |              |              |              |              |
| 第二話       | ともだち                     | タカヒロ                                                               | 政木伸一                                                               | 政木伸一                                                               | 酒井孝裕                                                               | 10月14日        |              |              |              |              |              |              |              |              |              |              |              |              |              |              |              |              |              |              |
| 第三話       | にちじょう                   | タカヒロ                                                               | 仁昌寺義人                                                             | 関大                                                                   | 山崎輝彦 菊池政芳 桜井木の実 KIM YONGSIK 沢田犬二 永山恵 ソンミンジュ  | 10月21日        |              |              |              |              |              |              |              |              |              |              |              |              |              |              |              |              |              |              |
| 第四話       | たましい                     | タカヒロ                                                               | 山本天志                                                               | 福岡大生                                                               | 酒井孝裕                                                               | 10月28日        |              |              |              |              |              |              |              |              |              |              |              |              |              |              |              |              |              |              |
| 第五話       | さよなら                     | 上江洲誠                                                               | 平井義通                                                               | 関大                                                                   | 正木優太 水野隆宏 ソンミンジュ                                         | 11月4日         |              |              |              |              |              |              |              |              |              |              |              |              |              |              |              |              |              |              |
| 第六話       | やくそく                     | 上江洲誠                                                               | 福岡大生                                                               | 福岡大生                                                               | 酒井孝裕                                                               | 11月11日        |              |              |              |              |              |              |              |              |              |              |              |              |              |              |              |              |              |              |
| 勇者の章     |                              |                                                                        |                                                                        |                                                                        |                                                                        |                 |              |              |              |              |              |              |              |              |              |              |              |              |              |              |              |              |              |              |
| 総集編       | ひだまり                     | （第1期『結城友奈の章』総集編：ナレーション - 東郷美森（三森すずこ）） | （第1期『結城友奈の章』総集編：ナレーション - 東郷美森（三森すずこ）） | （第1期『結城友奈の章』総集編：ナレーション - 東郷美森（三森すずこ）） | （第1期『結城友奈の章』総集編：ナレーション - 東郷美森（三森すずこ）） | 11月18日        |              |              |              |              |              |              |              |              |              |              |              |              |              |              |              |              |              |              |
| 第一話       | 華やかな日々                 | 上江洲誠                                                               | 政木伸一                                                               | 佐藤清光                                                               | 酒井孝裕                                                               | 11月25日        |              |              |              |              |              |              |              |              |              |              |              |              |              |              |              |              |              |              |
| 第二話       | 大切な思い出                 | タカヒロ                                                               | 福岡大生                                                               | 福岡大生                                                               | 永山恵 正木優太                                                        | 12月2日         |              |              |              |              |              |              |              |              |              |              |              |              |              |              |              |              |              |              |
| 第三話       | あなたを思うと胸が痛む       | 上江洲誠                                                               | 福岡大生                                                               | 濱崎徹                                                                 | 小菅洋 正木優太                                                        | 12月9日         |              |              |              |              |              |              |              |              |              |              |              |              |              |              |              |              |              |              |
| 第四話       | 秘めた意志                   | タカヒロ                                                               | 福岡大生                                                               | 北川正人                                                               | 小島唯可 寿夢龍                                                        | 12月16日        |              |              |              |              |              |              |              |              |              |              |              |              |              |              |              |              |              |              |
| 第五話       | 清廉な心                     | タカヒロ                                                               | 佐藤清光                                                               | 佐藤清光                                                               | 永山恵 平田雄三 正木優太 LEVEL ZERO KIM EUN HA SONG HYUN JU            | 12月23日        |              |              |              |              |              |              |              |              |              |              |              |              |              |              |              |              |              |              |
| 最終話       | 君ありて幸福                 | 上江洲誠                                                               | 岸誠二 福岡大生                                                        | 福岡大生                                                               | 酒井孝裕 小島唯可 小菅洋 寿夢龍 正木優太 永山恵 LEVEL ZERO             | 2018年 1月6日   |              |              |              |              |              |              |              |              |              |              |              |              |              |              |              |              |              |              |
| 大満開の章   |                              |                                                                        |                                                                        |                                                                        |                                                                        |                 |              |              |              |              |              |              |              |              |              |              |              |              |              |              |              |              |              |              |
| 第一話       | 青春の喜び                   | 上江洲誠                                                               | 岸誠二 濱崎徹                                                          | 濱崎徹                                                                 | 酒井孝裕                                                               | 2021年 10月2日  |              |              |              |              |              |              |              |              |              |              |              |              |              |              |              |              |              |              |
| 第二話       | あなたに私のすべてを捧げます | 上江洲誠                                                               | 林直孝 岸誠二                                                          | 佐々木達也                                                             | 小菅洋                                                                 | 10月9日         |              |              |              |              |              |              |              |              |              |              |              |              |              |              |              |              |              |              |
| 第三話       | 小さな幸せ                   | 上江洲誠                                                               | 福岡大生                                                               | 藏本穂高                                                               | 田中翼 室井誠                                                          | 10月16日        |              |              |              |              |              |              |              |              |              |              |              |              |              |              |              |              |              |              |
| 第四話       | 神託                         | 上江洲誠                                                               | 福岡大生                                                               | 下司泰弘                                                               | 永山恵 平田雄三 田邉博                                                 | 10月23日        |              |              |              |              |              |              |              |              |              |              |              |              |              |              |              |              |              |              |
| 第五話       | 光輝を放つ                   | 上江洲誠                                                               | 清水聡                                                                 | 佐々木達也                                                             | 室井誠 田中翼 小島唯可 辻早智子 正木優太 田邉博 永山恵                 | 10月30日        |              |              |              |              |              |              |              |              |              |              |              |              |              |              |              |              |              |              |
| 第六話       | 私の不安をやわらげて         | 上江洲誠                                                               | 田中貴大                                                               | 濱崎徹                                                                 | 小菅洋                                                                 | 11月6日         |              |              |              |              |              |              |              |              |              |              |              |              |              |              |              |              |              |              |
| 第七話       | 君を忘れない                 | 上江洲誠                                                               | 加藤敏幸                                                               | 加藤顕                                                                 | 田中翼 室井誠                                                          | 11月13日        |              |              |              |              |              |              |              |              |              |              |              |              |              |              |              |              |              |              |
| 第八話       | 不変の誓い                   | 上江洲誠                                                               | 福岡大生                                                               | 下司泰弘                                                               | 大田謙治                                                               | 11月20日        |              |              |              |              |              |              |              |              |              |              |              |              |              |              |              |              |              |              |
| 第九話       | 真の友情                     | タカヒロ                                                               | 岸誠二 柿本広大                                                        | 佐々木達也                                                             | 小島唯可 永山恵 室井誠 正木優太                                        | 11月27日        |              |              |              |              |              |              |              |              |              |              |              |              |              |              |              |              |              |              |
| 第十話       | 逆境で生まれる力             | 上江洲誠                                                               | 福岡大生                                                               | 濱崎徹                                                                 | 小菅洋 室井誠                                                          | 12月4日         |              |              |              |              |              |              |              |              |              |              |              |              |              |              |              |              |              |              |
| 第十一話     | 私の心は燃えている           | 上江洲誠                                                               | 岸誠二 福岡大生                                                        | 北川まりん                                                             | 田中翼                                                                 | 12月11日        |              |              |              |              |              |              |              |              |              |              |              |              |              |              |              |              |              |              |
| 最終話       | いつまでも続く喜び           | 上江洲誠                                                               | 清水聡                                                                 | 濱崎徹                                                                 | 酒井孝裕 大田謙治 小菅洋                                               | 12月18日        |              |              |              |              |              |              |              |              |              |              |              |              |              |              |              |              |              |              |

『鷲尾須美の章』第6話と『勇者の章』第1話の間に、時系列に合致するよう第1期（結城友奈の章）全12話を1話にまとめた『総集編「ひだまり」』が放送された。

## 放送局
| 放送期間                                                       | 放送時間                     | 放送局     | 対象地域   | 備考   |
| -------------------------------------------------------------- | ---------------------------- | ---------- | ---------- | ------ |
| 2014年10月17日 - 12月26日                                      | 金曜 2:19 - 2:49（木曜深夜） | 毎日放送   | 近畿広域圏 | 製作局 |
| 2014年10月18日 - 12月27日                                      | 土曜 2:25 - 2:55（金曜深夜） | TBSテレビ  | 関東広域圏 |        |
|                                                                | 土曜 3:12 - 3:42（金曜深夜） | CBCテレビ  | 中京広域圏 |        |
| 2014年10月19日 - 12月28日                                      | 日曜 0:30 - 1:00（土曜深夜） | BS-TBS     | 日本全域   | BS放送 |
| 2014年10月23日 - 2015年1月15日                                 | 木曜 1:35 - 2:05（水曜深夜） | 南日本放送 | 鹿児島県   |        |
| 毎日放送・TBSテレビ・CBCテレビ・BS-TBSは『アニメイズム』B2枠。 |                              |            |            |        |

| 配信開始日     | 配信時間           | 配信サイト         |
| -------------- | ------------------ | ------------------ |
| 2014年10月19日 | 日曜 22:00 - 22:30 | ニコニコ生放送     |
|                | 日曜 22:30 更新    | ニコニコチャンネル |
|                | 日曜 23:00 更新    | バンダイチャンネル |
| 2014年10月20日 | 月曜 12:00 更新    | dアニメストア      |

| 放送期間                                                                           | 放送時間                     | 放送局    | 対象地域   | 備考                                                           |
| ---------------------------------------------------------------------------------- | ---------------------------- | --------- | ---------- | -------------------------------------------------------------- |
| 2017年10月7日 - 2018年1月6日                                                       | 土曜 1:55 - 2:25（金曜深夜） | 毎日放送  | 近畿広域圏 | 製作局                                                         |
|                                                                                    |                              | TBSテレビ | 関東広域圏 |                                                                |
|                                                                                    | 土曜 2:39 - 3:09（金曜深夜） | CBCテレビ | 中京広域圏 |                                                                |
| 2017年10月8日 - 2018年1月7日                                                       | 日曜 0:00 - 0:30（土曜深夜） | BS-TBS    | 日本全域   | BS放送                                                         |
| 2017年10月9日 - 2018年1月11日                                                      | 月曜 22:00 - 22:30           | AT-X      | 日本全域   | CS放送 / リピート放送あり 最終回は木曜 0:00 - 0:30（水曜深夜） |
| 毎日放送・TBSテレビ・BS-TBSは『アニメイズム』B1枠。CBCテレビは『アニメイズム』枠。 |                              |           |            |                                                                |

| 配信開始日     | 配信時間                   | 配信サイト                                                                                  |
| -------------- | -------------------------- | ------------------------------------------------------------------------------------------- |
| 2017年10月7日  | 土曜 2:25（金曜深夜） 更新 | Amazon Prime Video                                                                          |
| 2017年11月21日 | 火曜 0:00（月曜深夜） 更新 | ニコニコチャンネル GYAO!ストア ビデオマーケット 初回は『鷲尾須美の章』第1話 - 第3話同時配信 |

| 放送期間                                  | 放送時間                     | 放送局    | 対象地域   | 備考                                 |
| ----------------------------------------- | ---------------------------- | --------- | ---------- | ------------------------------------ |
| 2021年10月2日 - 12月18日                  | 土曜 1:55 - 2:25（金曜深夜） | 毎日放送  | 近畿広域圏 | 製作局 / 字幕放送                    |
|                                           |                              | TBSテレビ | 関東広域圏 | 字幕放送                             |
|                                           | 土曜 2:30 - 3:00（金曜深夜） | BS-TBS    | 日本全域   | BS/BS4K放送                          |
| 2021年10月4日 - 12月20日                  | 月曜 21:00 - 21:30           | AT-X      | 日本全域   | CS放送 / 字幕放送 / リピート放送あり |
| TBS系列の放送局では『アニメイズム』B1枠。 |                              |           |            |                                      |

インターネットではMBS動画イズム、Paravi、バンダイチャンネル、TELASA、dアニメストア、Hulu、ひかりTV、U-NEXT、アニメ放題、Amazon Prime Video、FOD、ニコニコチャンネル、TSUTAYA TV、Rakuten TV、ビデオマーケット、GYAO!ストア、DMM.com、GYAO!、ニコニコ生放送、ABEMAにて配信。

## 関連商品
第1期BD・DVD第1巻のCMでは檜山修之を起用したバージョンも制作された。

### BD / DVD
| 巻  | 発売日         | 収録話          | 規格品番   | 規格品番   |
| 巻  | 発売日         | 収録話          | BD         | DVD        |
| --- | -------------- | --------------- | ---------- | ---------- |
| 1   | 2014年12月17日 | 第1話 - 第2話   | PCXG-50451 | PCBG-52591 |
| 2   | 2015年1月21日  | 第3話 - 第4話   | PCXG-50452 | PCBG-52592 |
| 3   | 2015年2月18日  | 第5話 - 第6話   | PCXG-50453 | PCBG-52593 |
| 4   | 2015年3月18日  | 第7話 - 第8話   | PCXG-50454 | PCBG-52594 |
| 5   | 2015年4月15日  | 第9話 - 第10話  | PCXG-50455 | PCBG-52595 |
| 6   | 2015年5月20日  | 第11話 - 第12話 | PCXG-50456 | PCBG-52596 |
| BOX | 2017年9月20日  | 第1話 - 第12話  | PCXG-50457 | -          |

| 巻 | 発売日        | 収録話         | 規格品番   | 規格品番 |
| 巻 | 発売日        | 収録話         | BD         | DVD      |
| -- | ------------- | -------------- | ---------- | -------- |
| 1  | 2017年3月18日 | 第1章 ともだち | BRXG-00019 | -        |
| 2  | 2017年4月15日 | 第2章 たましい | BRXG-00020 | -        |
| 3  | 2017年7月8日  | 第3章 やくそく | BRXG-00021 | -        |

| 巻  | 発売日         | 収録話        | 規格品番   | 規格品番   |
| 巻  | 発売日         | 収録話        | BD         | DVD        |
| --- | -------------- | ------------- | ---------- | ---------- |
| BOX | 2017年12月20日 | 第1話 - 第6話 | PCXG-50621 | -          |
| 1   | 2017年12月20日 | 第1話 - 第2話 | -          | PCBG-52481 |
| 2   | 2018年1月17日  | 第3話 - 第4話 | -          | PCBG-52482 |
| 3   | 2018年2月21日  | 第5話 - 第6話 | -          | PCBG-52483 |

| 巻  | 発売日        | 収録話        | 規格品番   | 規格品番   |
| 巻  | 発売日        | 収録話        | BD         | DVD        |
| --- | ------------- | ------------- | ---------- | ---------- |
| BOX | 2018年5月30日 | 第1話 - 第6話 | PCXG-50622 | -          |
| 1   | 2018年5月30日 | 第1話 - 第2話 | -          | PCBG-52484 |
| 2   | 2018年6月20日 | 第3話 - 第4話 | -          | PCBG-52485 |
| 3   | 2018年7月18日 | 第5話 - 第6話 | -          | PCBG-52486 |

| 巻     | 発売日         | 収録話         | 規格品番   | 規格品番 |
| 巻     | 発売日         | 収録話         | BD         | DVD      |
| ------ | -------------- | -------------- | ---------- | -------- |
| BOX 上 | 2021年12月15日 | 第1話 - 第6話  | PCXG-50781 | -        |
| BOX 下 | 2022年1月19日  | 第7話 - 第12話 | PCXG-50782 | -        |

北米版はPonycan USAから発売されている。

### CD
| 発売日                  | タイトル                                                           | 規格品番                                                                          |
| 結城友奈の章            | 結城友奈の章                                                       | 結城友奈の章                                                                      |
| ----------------------- | ------------------------------------------------------------------ | --------------------------------------------------------------------------------- |
| 2014年11月5日           | ホシトハナ                                                         | PCCG-70231                                                                        |
| 2014年11月19日          | Aurora Days                                                        | PCCG-70232                                                                        |
| 2014年12月10日          | TVアニメ「結城友奈は勇者である」 オリジナルサウンドトラック        | PCCG-1438                                                                         |
| 2016年3月2日            | 「結城友奈は勇者である」character songs「勇気のバトン」            | PCCG-01503（DVD付き特別盤） PCCG-01504（通常盤） DSP-02093（きゃにめ.jp購入特典） |
| 鷲尾須美の章 / 勇者の章 |                                                                    |                                                                                   |
| 2017年3月15日           | ともだち                                                           | PCCG-70401                                                                        |
| 2017年4月12日           | サキワフハナ                                                       | PCCG-01576（DVD付き初回限定盤） PCCG-70361（通常盤）                              |
| 2017年4月12日           | たましい                                                           | PCCG-70402                                                                        |
| 2017年7月5日            | やくそく                                                           | PCCG-70403                                                                        |
| 2017年7月5日            | 「結城友奈は勇者である -鷲尾須美の章-」 オリジナルサウンドトラック | PCCG-1591                                                                         |
| 2017年10月11日          | エガオノキミヘ                                                     | PCCG-01623（DVD付き初回限定盤） PCCG-70406（通常盤）                              |
| 2017年12月6日           | ハナコトバ / 勇者たちのララバイ                                    | PCCG-70408                                                                        |
| 2019年11月6日           | 「結城友奈は勇者である」ベストアルバム「勇気の歌」                 | PCCG-01819 DSP-02227（きゃにめ.jp購入特典）                                       |
| 大満開の章              |                                                                    |                                                                                   |
| 2021年10月27日          | アシタノハナタチ                                                   | PCCG-01991                                                                        |
| 2021年10月27日          | 地平線の向こうへ                                                   | PCCG-02073                                                                        |
| 2021年12月1日           | 大満開の章 オリジナルサウンドトラック                              | PCCG-02112                                                                        |

## WEBラジオ
- ラジオ「結城友奈は勇者である」勇者部活動報告[44]（2014年10月13日 - 2015年5月25日、音泉）
- ラジオ「結城友奈は勇者である」勇者部活動報告 春夏秋冬[45]（2015年8月10日 - 2017年9月25日、音泉）
- 結城友奈は勇者である 勇者部活動報告〜ラジオの章〜[46]（2017年9月29日 - 2018年6月1日、音泉）
- ラジオ「結城友奈は勇者である 花結いのきらめき」勇者部活動報告[47]（2020年6月5日 - 2021年9月17日、音泉）
- 結城友奈は勇者である 勇者部活動報告〜大ラジオの章〜[48]（2021年10月1日 - 2022年1月21日、音泉）
- ラジオ「『結城友奈は勇者である 花結いのきらめき』勇者部活動報告　きらめきの章」[49]（2022年3月4日 - 9月16日、音泉&Youtube (KADOKAWAanimeチャンネル)）
- ラジオ「『結城友奈は勇者である 花結いのきらめき』勇者部活動報告　うぇ～ぶ」[50]（2023年7月27日 - 、G'sチャンネル&音泉）

## ゲーム
結城友奈は勇者である / 結城友奈は勇者であるS / 結城友奈は勇者であるA
タカヒロ企画、みなとそふと制作によるPCアドベンチャーゲーム。BD/DVDの初回特典として、1作目は第1期第1巻、『S』は第1期第6巻、『A』は『勇者の章』Blu-rayにそれぞれ同梱される。また、ニコニコ動画・YouTubeにおいて結城友奈役の照井春佳によるゲーム実況動画が公式動画として配信されている。

結城友奈は勇者である 樹海の記憶
PlayStation Vita用ソフトとして、2015年2月26日にフリューから発売。ジャンルは「日常系!?勇者部アクション」。
テレビシリーズ第3話と第4話の間に位置する時期、勇者部が樹海で倒したはずのバーテックスと戦ったり様々なミッションをクリアすることで日常イベントシーンが続々（約80シーン）とオープンされる。
なお、このゲームではアクションパートで「満開」を行ってもテレビシリーズで描かれたような身体・精神欠損（「散華」）は起こらないが、「なぜ起こらないのか？」が本作における重要なカギを握る。

結城友奈は勇者である 花結いのきらめき
スマートフォン用ゲームとして、KADOKAWAより2017年6月8日配信。略称は「ゆゆゆい」。開発はオルトプラス・scopes。
『結城友奈は勇者である』に加え、『鷲尾須美は勇者である』『乃木若葉は勇者である』『白鳥歌野は勇者である』『楠芽吹は勇者である』『勇者史外典』のキャラクター、更にオリジナルキャラクターも登場する。

## 舞台
舞台『結城友奈は勇者である』
アニメ第1期放送10周年を迎えることを記念し、上演される。アニメ第1期の物語を上演する。
- 公演日 - 2024年10月12日～14日
- 会場 - ところざわサクラタウンジャパンパビリオンホールA
- スタッフ
  - 原作 - Project 2H
  - 企画・原案 - タカヒロ
  - 脚本 - 月森葵
  - 演出 - 田邊俊喜
- キャスト
  - 結城友奈 - 本西彩希帆
  - 東郷美森 - 大森莉緒
  - 犬吠埼風 - 原田清花
  - 犬吠埼樹 - 岡田あずみ
  - 三好夏凜 - 伊藤優衣

## 書籍

### 漫画
結城友奈は勇者部所属
『電撃G's magazine』2014年9月号から2016年8月号まで連載。ComicWalkerでも連載されていた。作画は娘太丸。先述の通り、『鷲尾須美の章』の先行劇場上映の同時上映作品としてアニメ化され、劇場限定販売版Blu-rayに収録された。
讃州中学勇者部面々の日常を描いた4コマ漫画。全3巻。第1巻には「わしおすみは勇者ラジオ」も収録。
1. 2014年12月19日発売、ISBN 978-4-04-869135-2
2. 2015年11月27日発売、ISBN 978-4-04-865509-5
3. 2016年8月27日発売、ISBN 978-4-04-892287-6

結城友奈は勇者である
アニメ本編の漫画化作品。作画はかんの糖子。全5巻。
描き下ろし作品として、2014年11月26日に第1巻が発売された。
『電撃G'sコミック』Vol.7（2014年12月号、10月30日発売）には第1話が特別掲載された。ComicWalkerでも連載されていた。
1. 2014年11月26日発売、ISBN 978-4-04-869042-3
2. 2015年9月26日発売、ISBN 978-4-04-865343-5
3. 2017年8月26日発売、ISBN 978-4-04-893317-9
4. 2018年9月25日発売、ISBN 978-4-04-912084-4
5. 2018年9月25日発売、ISBN 978-4-04-912085-1

結城友奈は勇者部所属ぷにっと！
『電撃G's magazine』2017年9月号から2018年10月号まで連載。全2巻。ComicWalkerでも連載されていた。作画は娘太丸。
『結城友奈は勇者部所属』の続編。
1. 2017年12月16日発売、ISBN 978-4-04-893487-9
2. 2018年9月25日発売、ISBN 978-4-04-912073-8

### その他
結城友奈は勇者である ビジュアルファンブック
2015年6月30日発売、ISBN 978-4-04-865239-1
結城友奈は勇者である メモリアルブック
2018年9月29日発売、ISBN 978-4-04-912077-6
結城友奈は勇者である 娘太丸アートワークス
2019年9月30日発売、ISBN 978-4-04-912653-2
キャラクターアニバーサリーシリーズ 結城友奈は勇者である　Happy Birthday 結城友奈
2022年3月15日発売、ISBN 978-4-04-914270-9
キャラクターアニバーサリーシリーズ 結城友奈は勇者である　Happy Birthday 東郷美森
2022年3月29日発売、ISBN 978-4-04-914271-6
結城友奈は勇者である -大満開の章- ビジュアルファンブック
2022年3月31日発売、ISBN 978-4-04-914332-4
電撃G’s magazine特別編集 祝10周年! まるごと一冊『結城友奈は勇者である』
2024年10月17日発売、ISBN 978-4-04-916049-9

## イベント
以下は、主に公式サイトに掲載された情報を元に、主要キャスト集結の大規模なイベントを記述。これ以外にも出演者1名によるお渡し会など小規模なイベントも実施されている（第1期BD各巻発売毎に開催された原画セットお渡し会など）。
- 「キャラホビ2014 C3×HOBBY」内「結城友奈は勇者である ステージ」
  - 2014年8月23日に開催された。
  - 出演は照井春佳、三森すずこ、内山夕実、黒沢ともよ
- 「結城友奈は勇者である」1〜4話上映＋5話最速上映会
  - 2014年11月2日に新宿ミラノ1で開催された。終演後、みなとそふと版『結城友奈は勇者である』の体験版がおみやげとして配布された（翌日に秋葉原にて照井春佳による配布会も行われた）。
  - 出演は照井春佳、三森すずこ、内山夕実、黒沢ともよ、長妻樹里
- P's LIVE! 02 〜LOVE ＆ P's〜（ゲスト出演）
  - 2015年3月8日に横浜アリーナで開催されたポニーキャニオンのアニメ系ライブイベント。
  - 照井春佳、三森すずこ、内山夕実、黒沢ともよ、長妻樹里が、讃州中学勇者部として出演。
- 『結城友奈は勇者である』スペシャルイベント「満開祭り」
  - 2015年3月15日に豊洲PITで2公演開催された。
  - 出演は照井春佳、三森すずこ、内山夕実、黒沢ともよ、長妻樹里
- 『結城友奈は勇者である』スペシャルイベント「満開祭り2」
  - 2016年11月13日に豊洲PITで2公演開催された。
  - 出演は照井春佳、三森すずこ、内山夕実、黒沢ともよ、長妻樹里、花澤香菜、花守ゆみり[注 46]
- 『結城友奈は勇者である』スペシャルイベント「讃州中学文化祭 in 観音寺市」
  - 2017年2月5日に香川県観音寺市にある観音寺市立観音寺中学校体育館で2公演開催された。
  - 併せてオフィシャルツアーも実施された。
  - 出演は照井春佳、三森すずこ、内山夕実、黒沢ともよ、長妻樹里
- 「ゲームの電撃 感謝祭2017＆電撃文庫 春の祭典2017＆電撃コミック祭2017」内「結城友奈は勇者であるシリーズ ステージ」
  - 2017年3月12日に開催された。
  - 出演は照井春佳、三森すずこ、高野麻里佳、山本希望[注 47]
- 『結城友奈は勇者である -鷲尾須美の章-』＜第1章＞「ともだち」公開記念舞台挨拶
  - 2017年3月18日に東京・横浜の4劇場で計5回、翌19日に大阪・京都・名古屋の4劇場で計6回開催された。
  - 出演は三森すずこ、花澤香菜、花守ゆみり
- 「AnimeJapan2017」内「結城友奈は勇者である -鷲尾須美の章- ステージ」
  - 2017年3月25日に開催された。
  - 出演は三森すずこ、花澤香菜、花守ゆみり
- 『結城友奈は勇者である -鷲尾須美の章-』＜第1章＞「ともだち」大ヒット記念舞台挨拶
  - 2017年4月1日に東京・川崎・さいたまの4劇場で計6回開催された。
  - 出演は照井春佳、内山夕実、黒沢ともよ、長妻樹里
- 『結城友奈は勇者である -鷲尾須美の章-』＜第2章＞「たましい」公開記念2週連続舞台挨拶（1週目）
  - 2017年4月15日に東京・横浜の3劇場で計5回、翌16日に大阪・京都・名古屋の4劇場で計6回開催された。
  - 出演は三森すずこ、花守ゆみり、内山夕実
- 『結城友奈は勇者である -鷲尾須美の章-』＜第2章＞「たましい」公開記念2週連続舞台挨拶（2週目）
  - 2017年4月23日に東京・横浜の4劇場で計6回開催された。
  - 出演は三森すずこ、照井春佳、内山夕実、黒沢ともよ、長妻樹里
- 『結城友奈は勇者である -鷲尾須美の章-』＜第3章＞「やくそく」公開記念舞台挨拶
  - 2017年7月8日に東京・横浜の4劇場で計5回、翌9日に大阪・京都・名古屋の4劇場で計6回開催。
  - 出演は三森すずこ、花澤香菜、照井春佳
- P's LIVE! 05 Go! Love&Passion!!〜
  - 2017年11月26日に横浜アリーナで開催されたポニーキャニオンによるアニメソングライブイベント。
  - 照井春佳、三森すずこ、内山夕実、黒沢ともよ、長妻樹里が、讃州中学勇者部として出演。
- 『結城友奈は勇者である』スペシャルイベント「満開祭り3」
  - 2018年3月4日に中野サンプラザで2公演開催された。
  - 出演は照井春佳、三森すずこ、内山夕実、黒沢ともよ、長妻樹里、花澤香菜、花守ゆみり
- 『結城友奈は勇者である』スペシャルイベント「讃州中学文化祭 in 観音寺市2」
  - 2019年1月27日に観音寺市民会館（ハイスタッフホール）で2公演開催された。
  - 出演は照井春佳、三森すずこ、内山夕実、黒沢ともよ、長妻樹里、花澤香菜
- 「結城友奈は勇者である　感謝祭」
  - 2020年3月7日になかのZERO 大ホールで2公演開催される予定だったが、新型コロナウイルス感染拡大防止のため、一度3月7日の公演を中止とし、8月1日に延期とした。その後、8月1日の公演も中止が決定された。
  - 出演予定だったのは照井春佳、三森すずこ、長妻樹里、花澤香菜、本渡楓、近藤玲奈、諏訪彩花[注 48]、長縄まりあ[注 49]、田中美海、大空直美、千本木彩花[注 50]、山本希望
- 『結城友奈は勇者である』スペシャルイベント「満開祭り4」[58][59]
  - 2022年6月12日にTACHIKAWA STAGE GARDENで2公演開催された。
  - 昼の部の出演は照井春佳、三森すずこ、内山夕実、黒沢ともよ、長妻樹里、花澤香菜、田中美海、大野柚布子、種崎敦美、大空直美、石上静香
  - 夜の部の出演は照井春佳、三森すずこ、内山夕実、黒沢ともよ、長妻樹里、花澤香菜、大橋彩香、本渡楓、近藤玲奈、鈴木愛奈、高野麻里佳
- 『結城友奈は勇者である』作品舞台コラボイベント『（仮）勇者部活動報告-反省会の章-』[60]
  - 2024年11月10日に香川県観音寺市にある観音寺グランドホテルで2公演開催予定。
  - 併せて香川県観音寺市とのコラボレーション企画第5弾を開催[61]。
  - 出演予定は、照井春佳、内山夕実、岸誠二[注 51]、上江洲誠[注 52]

## その他

### パチスロ
- パチスロ 結城友奈は勇者である（2017年7月、DAXEL）[62]

### パチンコ
- P結城友奈は勇者である（2020年11月、西陣）[63]
- P結城友奈は勇者である ALLRUSH（2022年4月、西陣）

### コラボ
2020年1月よりどん兵衛公式Twitterにてコラボを実施し、イラストが公開され、コラボグッズの抽選やどん兵衛とのセット販売が行われた。